# 國道435號

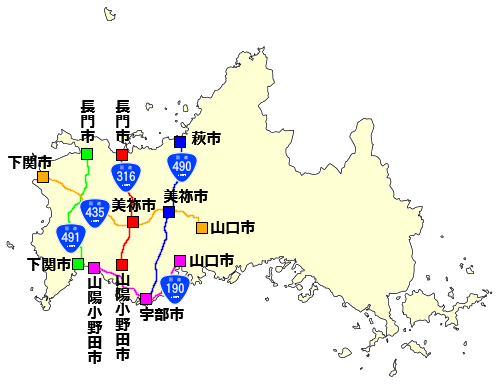
路線圖

國道435號是日本從山口縣山口市至山口縣下關市的一般國道。

## 概要
- 距離：73.7km
- 起點：山口縣山口市（吉敷西交叉口 = 國道9號）
- 終點：山口縣下關市（特牛交叉口 = 國道191號）
- 指定區間：無

## 經過行政區
- 山口縣
  - 山口市 - 美禰市 - 下關市

## 主要連接道路
- 國道9號（山口市）
- 國道490號（美禰市・秋吉台IC）
- 國道316號（美禰市）
- 國道491號（下關市）
- 國道191號（下關市）

## 繞道
- 美禰豐田繞道（美禰市 - 下關市境附近）